# Peak Antifreeze Indy 300 2008
Peak Antifreeze Indy 300 2008 var ett race som var den artonde och sista deltävlingen i IndyCar Series 2008. Racet kördes den 7 september på Chicagoland Speedway. 2003 års mästare Scott Dixon säkrade sin andra titel i IndyCar genom att sluta tvåa bakom titelkonkurrenten Hélio Castroneves. För Dixon räckte en åttondeplats oavsett vad Castroneves gjorde, så att Castroneves tilldelades segern med 0,003 sekunders marginal efter målfoto gjorde ingen skillnad för Dixons titel. Ryan Briscoe slutade på tredje plats, bara 0,081 sekunder bakom segern.

## Slutresultat
| Plats | Förare            | Team                     | Grid | Snitt  |
| ----- | ----------------- | ------------------------ | ---- | ------ |
| 1     | Hélio Castroneves | Team Penske              | 28   | -      |
| 2     | Scott Dixon       | Chip Ganassi Racing      | 2    | 25,385 |
| 3     | Ryan Briscoe      | Team Penske              | 1    | 25,354 |
| 4     | Tony Kanaan       | Andretti Green Racing    | 4    | 25,407 |
| 5     | Will Power        | KV Racing Technology     | 10   | 25,500 |
| 6     | Dan Wheldon       | Chip Ganassi Racing      | 6    | 25,455 |
| 7     | Darren Manning    | A.J. Foyt Enterprises    | 23   | 25,761 |
| 8     | Marco Andretti    | Andretti Green Racing    | 5    | 25,443 |
| 9     | Ryan Hunter-Reay  | Rahal Letterman Racing   | 16   | 25,638 |
| 10    | Danica Patrick    | Andretti Green Racing    | 3    | 25,386 |
| 11    | Justin Wilson     | Newman/Haas Racing       | 21   | 25,719 |
| 12    | Alex Tagliani     | Conquest Racing          | 29   | 25,697 |
| 13    | A.J. Foyt IV      | Vision Racing            | 15   | 25,631 |
| 14    | Milka Duno        | Dreyer & Reinbold Racing | 20   | 25,707 |
| 15    | Franck Perera     | A.J. Foyt Enterprises    | 24   | 25,796 |
| 16    | Marty Roth        | Roth Racing              | 9    | 25,475 |
| 17    | Oriol Servià      | KV Racing Technology     | 12   | 25,517 |
| 18    | Jaime Câmara      | Conquest Racing          | 17   | 25,639 |
| 19    | Graham Rahal      | Newman/Haas Racing       | 14   | 25,627 |
| 20    | Bruno Junqueira   | Dale Coyne Racing        | 25   | 25,806 |
| 21    | Mário Moraes      | Dale Coyne Racing        | 27   | 25,878 |
| 22    | Hideki Mutoh      | Andretti Green Racing    | 11   | 25,517 |
| 23    | Ernesto Viso      | HVM Racing               | 26   | 25,811 |
| 24    | Sarah Fisher      | Sarah Fisher Racing      | 18   | 25,643 |
| 25    | Buddy Rice        | Dreyer & Reinbold Racing | 22   | 25,728 |
| 26    | Tomas Scheckter   | Luczo-Dragon Racing      | 7    | 25,468 |
| 27    | Vitor Meira       | Panther Racing           | 8    | 25,475 |
| 28    | Ed Carpenter      | Vision Racing            | 13   | 25,595 |